# Sertab Erener
Sertab Erener (Istanbul, 4 december 1964), ook wel Sertab, is een Turkse artieste. Zij was de winnaar van het Eurovisiesongfestival 2003 met het liedje Everyway That I Can, dat geschreven en geproduceerd is door Demir Demirkan, haar vriend.

## Biografie
Sertab Erener is geboren in Istanbul. Ze heeft gestudeerd aan de Işık Lisesi en aan het conservatorium Istanbul Devlet Konservatuvar'ı (conservatorium van Istanboel). Na haar afstuderen begon ze als achtergrondvocaliste van Sezen Aksu, een artiest-songwriter in de Turkse popmuziek. Met de hulp en steun van Aksu nam haar bekendheid toe.
In 1992 bracht ze haar eerste album Sakin Ol uit, gevolgd door Lal (1994), Sertab Gibi (1996), Sertab (1999) en Turuncu (2001). Lal was ook onderdeel van Soundtrack For A Century, een compilatie van Sony Music. In 1999 nam Sertab de single Zor Kadin op met de Vlaamse a-capella-groep Voice Male. In België werd het geen hit maar in Turkije stond het nummer drie maanden in de hitlijsten.
Sertab Erener nam ook duetten op met José Carreras, en met Ricky Martin nam ze het liedje Private Emotion op, en met de Griekse zangeres Mando het liedje Ask/Fos. Voor de film Crossing the Bridge: Sound of Istanbul coverde ze het nummer Music van Madonna. Na deze soundtrack, de showcase in Brussel en het duet met Ricky Martin nam haar bekendheid in Europa toe.
Na het winnen van het Songfestival en het succes van Everyway That I Can in 2003 trok Sertab de studio in voor haar allereerste Engelstalige album. No Boundaries bevatte popsongs met oosterse invloeden en ballads als Leave en Storms. De opvolger van Everyway That I Can werd Here I Am. Dit nummer lijkt veel op Everyway That I Can. De single evenaarde niet het succes van de vorige single maar werd wel een radiohit voor Sertab.
In mei 2007 bracht Sertab een compilatiealbum uit: Sertab Goes to the Club. Zo is Yanarim een van haar grootste successen. Twee dj's hebben een beat onder de nummers geplaatst om de nummers in een dansbaar jasje te steken. Deze dj's zijn erg bekend in Turkije, minder in Europa: Murat Uncuoglu en Aytekin Kurt. Everyway That I Can is het enige Engelstalige lied op de cd. In 2007 vierde ze haar 15-jarig jubileum. Ze trad in Turkije op met artiesten met wie ze in het verleden samenwerkte. 
Eveneens in 2007 werkte ze mee aan Drum For World, een muzikaal project dat ontstaan is in Turkije. De muziek bestaat voornamelijk uit drums met Sertab als zangeres. Het eerste nummer dat ontstaan is heet I Remember Now, gemaakt door Demir Demirkan en Sertab Erener.
In 2009 bracht ze het album Painted On Water uit. Enkele nummers van het album zijn Ha Bu Diyar en Madimak.

## Discografie

### Studioalbums
- 1992 Sakin Ol (Rustig aan)
- 1994 La'l (Robijn)
- 1996 Sertab Gibi (Zoals Sertab)
- 1999 Sertab Erener
- 2001 Turuncu (Oranje)
- 2004 No Boundaries
- 2005 Aşk Ölmez (De liefde sterft niet)
- 2010 Rengârenk (Kleurrijk)
- 2012 Ey Şûh-i Sertab
- 2013 Sade (Simpel)
- 2016 Kırık Kalpler Albümü (Gebroken harten lbum)
- 2020 Ben Yaşarım (Ik leef)

### Remix-albums
- 2007 Sertab Goes To The Club

### Compilatiealbums
- 2000 Sertab (Europees album; opnieuw uitgebracht in 2003)
- 2007 The Best of Sertab Erener

### Painted on Water (Sertab Erener and Demir Demirkan)
- 2009 Painted on Water (Motéma Music)

### Singles en ep's
- 1999 Zor Kadın (Difficult Woman)
- 2001 Yeni (New)
- 2003 Everyway That I Can (winnend lied van het Eurovisiesongfestival in 2003)
- 2003 Here I Am
- 2004 Leave
- 2005 Aşk Ölmez, Biz Ölürüz (Love Doesn't Die, We Do)
- 2005 Satılık Kalpler Şehri (City of Hearts for Sale)
- 2005 Kim Haklıysa" (Whoever the Right Is)
- 2007 I Remember Now
- 2008 Hayat Beklemez (Life Doesn't Wait)
- 2009 Bu Böyle (That's the Way It Is)
- 2009 Açık Adres (Open Address)
- 2013 İyileşiyorum (I'm Getting Better)

### Ep's
- 2000 Bu Yaz (This Summer)

## Singles
| Single met eventuele hitnotering(en) in de Nederlandse Top 40 | Datum van verschijnen | Datum van binnenkomst | Hoogste positie | Aantal weken | Opmerkingen |
| ------------------------------------------------------------- | --------------------- | --------------------- | --------------- | ------------ | ----------- |
| Everyway that I can                                           | 2003                  | 14-6-2003             | 7               | 9            |             |

| Single met hitnotering(en) in de Vlaamse Ultratop 50 | Datum van verschijnen | Datum van binnenkomst | Hoogste positie | Aantal weken | Opmerkingen |
| ---------------------------------------------------- | --------------------- | --------------------- | --------------- | ------------ | ----------- |
| Everyway that I can                                  | 2003                  | 7-6-2003              | 6               | 13           |             |
| Here I am                                            | 2003                  | 1-11-2003             | 41              | 5            |             |